# Lorenz Anton Dercum
Lorenz Anton Dercum (* 1692 in Würzburg; † 1752) war ein deutscher Mediziner und Botaniker sowie Hochschullehrer.

## Leben
Lorenz Anton Dercum studierte Medizin und wurde an der Universität Würzburg im März 1715 bei seinem Vater Damian Adolph Dercum mit einer Dissertation über Kopfwunden promoviert. Mit diesem verfasste er 1722 für den neuen botanischen Garten im Juliusspital einen Pflanzenkatalog.
Dercum wirkte später in Würzburg als Arzt am Juliusspital, wurde am 5. Januar 1721 Professor der Medizin und Botanik, war Fakultätsdekan und von 1720 oder 1721 bis 1752 wie 1695 bis 1738 und 1738 vertretungsweise Valentin Scheidler sein Vorgänger Johann Bartholomäus Adam Beringer Vorstand des Botanischen Gartens der Universität Würzburg. Zwischen 1724 und 1728 hielt er insbesondere über Naturgeschichte des Pflanzenreichs und Materia pharmaceutica Vorlesungen. In Nachfolgen seines Vaters wurde er 1728/1729 Zweiter und 1739 nach dem Tod Beringers Erster Spitalarzt am Juliusspital. 1729 hatte er zudem einen Sitz im Würzburger Domkapitel erhalten. Sein Nachfolger als Zweiter Spitalarzt wurde 1738 (wohl bis 1741) sein Kollege Joseph Simon.
Am 30. April 1731 wurde er mit dem Beinamen Agathinus I. zum Mitglied (Matrikel-Nr. 423) der Leopoldina gewählt.
Sein Nachfolger als Zweiter Spitalarzt war ab 1738 Joseph Simon († 1741), als Erster Spitalarzt ab 1752 Johann Peter Ehlen (1715–1785), der sich wie Dercum, Johann Martin Anastasius Orth (1676–1755) und andere Fakultätskollegen beim Prozess gegen die 1749 wegen Hexerei hingerichtete Renata Singer für deren Schuld aussprach.

## Schriften
- Theses Medicae Inaugurales De Vulneribus Capitis, Contusionibus, Cranii Fracturis et Fissuris. Hertz, Würzburg 1715 (Digitalisat).